# Bernd Alois Zimmermann
Bernd Alois Zimmermann   (Bliesheim, 20 de març de 1918 - Königsdorf i Colònia, 10 d'agost de 1970) va ser un compositor alemany.
Potser és més conegut per la seva òpera Die Soldaten, que és considerada com una de les òperes alemanyes més importants del segle xx, després de les de Berg. Com a resultat del seu estil individual, és difícil etiquetar la seva música d'avantguarda, serial o postmoderna. La seva música utilitza una àmplia gamma de mètodes, com ara la fila de dotze tons i la cita musical.

## Biografia
A l'escola Superior de Música de Colònia va aprendre composició amb Heinrich Lemacher i Philipp Jarnach. També va estudiar musicologia, i filologia germànica i filosofia a les universitats de Colònia, Bonn i Berlín. El van iniciar a la tècnica serial Wolfgang Fortner i René Leibowitz. Fou, des del 1957, professor de composició a l'Escola Superior de Música de Colònia.
La seva obra més temperamental, malgrat el seu academicisme ortodox, comprèn:
- Simfonia en un moviment (1952/57);
- Concert per a violí (1950);
- Canto di speranza, per a violoncel i petita orquestra (1952/57);
- El ballet Contraste, (1953);
- L'òpera Die Soldaten, (1960);
- Diàlegs, per a dos pianos i orquestra (1960/65);
- Concert per a violoncel i orquestra, (1965/66);
- un Rèquiem, (1969);
- Dues simfonies,
- Concert per a orquestra de corda;
- Omnia tempus habent, cantat per a soprano i divuit instruments; música de cambra, diverses peces per a piano i cançons.